# Olof Käck
Olof Käck, född 3 april 1834 i Gåsborns socken, Värmlands län, död 1913 i Arboga, var en svensk byggmästare
Käck var elev vid Varpnäs lantbruksskola i Nors socken 1861–1862. Han var därefter verksam som byggmästare samt var stadsingenjör i Arboga stad från 1878 och rådman där från 1899.